# Distrito de Aigle
El distrito de Aigle es uno de los diez distritos del cantón de Vaud. Su capital es Aigle.

## Geografía
Aigle se encuentra situado al extremo oriental del cantón y del lago Lemán, entre las zonas conocidas como Riviera y el Chablais. Limita al norte con el distrito de Riviera-Pays-d'Enhaut, al noreste con Saanen-Obersimmental (BE), al este con Sion (VS) y Conthey (VS), al sur con Martigny (VS) y San Mauricio (VS), y al oeste con Monthey (VS).

## Historia
Vicedominato saboyano hasta 1475, bailía bernesa de 1475 a 1798, distrito del cantón del Lemán de 1798 a 1803, y distrito del cantón de Vaud desde 1803.
El actual gran distrito de los Alpes valdenses pertenecía en la Alta Edad Media a la abadía de San Mauricio. Los Saboyanos se establecieron rápidamente, gracias a la donación del emperador Enrique IV en 1076. En el siglo XII, la familia de Aigle recibió del conde de Saboya el vicedominato sobre la ciudad; en el siglo XIII pasa a manos de la familia de los Saillon; en 1338, las casas de Compey-Thorens y Tavelli poseían cada una la mitad. Numerosas familias poseían feudos en esta región que dependía de la bailía del Chablais y de la castellanía de Chillon y era guiada espiritualmente por la diócesis de Sion. 
En 1475, el paso de mercenarios italianos que iban a reunir sus ejércitos junto con los de Carlos el Temerario dio el pretexto perfecto a Berna para empararse de los cuatro mandamientos (territorios de las grandes parroquias) de Aigle, Ollon, Bex y los Ormonts, para establecer el gobierno en Aigle. Esta fue la primera tierra romanda a ser sometida por un cantón y, en 1528, el primer territorio romando reformado (protestante).
Distrito del País de Vaud, se incorpora a las bailías alemanas; en 1814 todavía Berna, tras haber abandonado sus pretensiones sobre el cantón de Vaud, ensaya de disociar Aigle y el Pays-d'Enhaut, o sea las partes que no habían sido conquistadas en 1536. El gobierno estaba formado de cortes de justicia (castellanías) en Aigle, Noville, Chessel, Ollon, Ormont-Dessous y Ormont-Dessus, Bex, Gryon y Lavey, estas dos últimas dependientes de la abadía de San Mauricio, que poseía también una corte criminal en Salaz cerca de Ollon. 
En 1798, los mandamientos de Aigle, Ollon y Bex se juntaron a las fuerzas francesas y valdenses contra la resistencia de los Ormonts y de Leysin, dirigida por el último gobernador Beat-Emmanuel Tscharner. Finalmente el gobierno de Aigle, al que se incorporaría la comuna de Villeneuve, se convirtió en distrito. Actualmente cuenta con quince comunas. Anteriormente el distrito fue dividido en cinco círculos (Aigle, Ollon, Bex, Villeneuve y Ormonts).
El distrito de Aigle es el único de los distritos valdenses que no sufrió casi ninguna modificación territorial con la entrada en vigor en (2008) de la ley del recorte del territorio, que prevé la reducción de diecinueve a diez distritos. La única modificación fue la eliminación de los círculos (círculo de Aigle: Aigle, Corbeyrier, Leysin e Yvorne. Círculo de Bex: Bex, Gryon y Lavey-Morcles. Círculo de los Ormonts: Ormont-Dessous y Ormont-Dessus. Círculo de Ollon: Ollon. Círculo de Villeneuve: Chessel, Noville, Rennaz, Roche y Villeneuve.)

## Comunas
| Distrito de Aigle | Distrito de Aigle      | Distrito de Aigle |
| Comunas           | Población (31.12.2014) | Superficie km²    |
| ----------------- | ---------------------- | ----------------- |
| Aigle             | 9973                   | 16.41             |
| Bex               | 7111                   | 96.56             |
| Chessel           | 363                    | 3.57              |
| Corbeyrier        | 422                    | 21.99             |
| Gryon             | 1250                   | 15.22             |
| Lavey-Morcles     | 890                    | 14.19             |
| Leysin            | 4125                   | 18.57             |
| Noville           | 971                    | 10.32             |
| Ollon             | 7366                   | 59.54             |
| Ormont-Dessous    | 1072                   | 64.07             |
| Ormont-Dessus     | 1463                   | 61.65             |
| Rennaz            | 801                    | 2.19              |
| Roche             | 1521                   | 6.44              |
| Villeneuve        | 5309                   | 32.04             |
| Yvorne            | 1037                   | 12.20             |
| Total (15)        | 43 674                 | 434.85            |